# Clasificación para la Copa Africana de Naciones de 2025
La clasificación para la Copa Africana de Naciones 2025 fue un torneo organizado por la Confederación Africana de Fútbol (CAF) para decidir los equipos que participaran de la Copa Africana de Naciones 2025.
Un total de 52 equipos participaron en la clasificación, incluido el anfitrión Marruecos, mientras que Eritrea y Seychelles están excluidos. La clasificación se basó en la Clasificación Mundial de la FIFA del 15 de febrero de 2024; los equipos clasificados del 1.º al 44.º recibieron su pase directo a la fase de grupos, mientras que los equipos clasificados del 45.º al 52.º participaron en la ronda preliminar.

## Ronda preliminar
En esta fase ingresan los ocho equipos con la clasificación más baja en el ranking FIFA. Se emparejan en cuatro llaves y se juega en formato de ida y vuelta. Los cuatro ganadores avanzarán a la Fase de grupos para unirse a los 44 equipos que entraron directamente.
Los partidos de ida se jugaron el 20 y 22 de marzo, mientras que los de vuelta el 26 de marzo de 2024.
| Local en la ida       | Agr.     | Local en la vuelta | Ida | Vuelta |
| --------------------- | -------- | ------------------ | --- | ------ |
| Somalia               | 2–5      | Suazilandia        | 0–3 | 2–2    |
| Santo Tomé y Príncipe | 1–1 (v.) | Sudán del Sur      | 1–1 | 0–0    |
| Chad                  | 3–1      | Mauricio           | 1–0 | 2–1    |
| Yibuti                | 0–2      | Liberia            | 0–2 | 0–0    |

## Fase de grupos
El sorteo de la fase de grupos tuvo lugar el 4 de julio de 2024 a las 14:30 horas (UTC+2) en Johannesburgo, Sudáfrica. 
Las 48 selecciones nacionales involucradas se dividieron en doce grupos de cuatro cada uno, que estuvieron integrados por los 44 equipos que ingresaron directamente, además de los cuatro ganadores de la ronda preliminar, y fueron sembrados en cuatro bombos de doce equipos cada uno según el ranking FIFA de junio de 2024.
| Bombo 1 | Bombo 2 | Bombo 3 | Bombo 4 |
| --- | --- | --- | --- |
| 1. Marruecos (12) 2. Senegal (18) 3. Egipto (36) 4. Costa de Marfil (37) 5. Nigeria (38) 6. Túnez (41) 7. Argelia (44) 8. Camerún (49) 9. Malí (50) 10. Sudáfrica (59) 11. R.D. Congo (61) 12. Ghana (64) | 1. Cabo Verde (65) 2. Burkina Faso (67) 3. Guinea (77) 4. Gabón (83) 5. Guinea Ecuatorial (89) 6. Zambia (90) 7. Benín (91) 8. Angola (92) 9. Uganda (94) 10. Namibia (97) 11. Mozambique (103) 12. Madagascar (104) | 1. Kenia (108) 2. Mauritania (112) 3. Congo (113) 4. Tanzania (114) 5. Guinea-Bisáu (115) 6. Libia (118) 7. Comoras (119) 8. Togo (120) 9. Sudán (121) 10. Sierra Leona (122) 11. Malaui (125) 12. R. Centroafricana (127) | 1. Níger (128) 2. Zimbabue (129) 3. Ruanda (131) 4. Gambia (132) 5. Burundi (140) 6. Liberia (142) 7. Etiopía (143) 8. Botsuana (145) 9. Lesoto (149) 10. Suazilandia (154) 11. Sudán del Sur (167) 12. Chad (178) |

Criterios de desempate
Los equipos se clasificaron de acuerdo con puntos (tres puntos por una victoria, un punto por un empate, cero puntos por una derrota). Si estaban empatado en puntos, los criterios de desempate se aplicaron en el siguiente orden (Regulaciones. Art. 14):
1. Puntos en partidos cara a cara entre equipos empatados;
2. Diferencia de goles en partidos cara a cara entre equipos empatados;
3. Goles anotados en partidos cara a cara entre equipos empatados;
4. Goles de visitante anotados en partidos cara a cara entre equipos empatados;
5. Si más de dos equipos están empatados, y después de aplicar todos los criterios en partidos cara a cara anteriores, un subconjunto de equipos todavía está empatado, todos los criterios en partidos cara a cara anteriores se vuelven a aplicar exclusivamente a este subconjunto de equipos;
6. Diferencia de goles en todos los partidos de grupo;
7. Goles anotados en todos los partidos del grupo;
8. Goles de visitante marcados en todos los partidos de grupo;
9. Sorteo.

     – Clasificados a la Copa Africana de Naciones de 2025.
     – Eliminados.

### Grupo A
| Pos. | Equipo     | Pts. | PJ | G | E | P | GF | GC | Dif. |  |     | Bandera de Comoras | Bandera de Túnez | Bandera de Gambia | Bandera de Madagascar |
| ---- | ---------- | ---- | -- | - | - | - | -- | -- | ---- |  | --- | ------------------ | ---------------- | ----------------- | --------------------- |
| 1    | Comoras    | 12   | 6  | 3 | 3 | 0 | 7  | 4  | +3   |  |     | —                  | 1:1              | 1:1               | 1:0                   |
| 2    | Túnez      | 10   | 6  | 3 | 1 | 2 | 7  | 6  | +1   |  | 0:1 | —                  | 0:1              | 1:0               |                       |
| 3    | Gambia     | 8    | 6  | 2 | 2 | 2 | 6  | 6  | 0    |  |     | 1:2                | 1:2              | —                 | 1:0                   |
| 4    | Madagascar | 2    | 6  | 0 | 2 | 4 | 4  | 8  | −4   |  | 1:1 | 2:3                | 1:1              | —                 |                       |

 Fuente: CAF
| 4 de septiembre de 2024 | Comoras        | 1:1 (1:1) | Gambia       | Stade El Abdi, El Yadida (Marruecos) |                                   |
| 16:00 (UTC+1)           | M'Changama 37' | Reporte   | Barrow 45+1' | Árbitro(s): Chelangat Ali Sabilla    | Árbitro(s): Chelangat Ali Sabilla |

| 5 de septiembre de 2024 | Túnez       | 1:0 (0:0) | Madagascar | Estadio Olímpico de Radès, Túnez |                                |
| 20:00 (UTC+1)           | Sassi 90+8' | Reporte   |            | Árbitro(s): Jean-Jacques Ndala   | Árbitro(s): Jean-Jacques Ndala |

| 8 de septiembre de 2024 | Gambia   | 1:2 (1:1) | Túnez                       | Stade El Abdi, El Yadida (Marruecos) |                             |
| 16:00 (UTC+1)           | Sowe 13' | Reporte   | Abdi 11' · Ben Romdhane 76' | Árbitro(s): Tewodros Mitiku          | Árbitro(s): Tewodros Mitiku |

| 9 de septiembre de 2024 | Madagascar         | 1:1 (1:1) | Comoras        | Stade d'Honneur, Uchda (Marruecos) |                             |
| 16:00 (UTC+1)           | Andriamatsinoro 9' | Reporte   | M'Changama 41' | Árbitro(s): Patrice Mebiame        | Árbitro(s): Patrice Mebiame |

| 11 de octubre de 2024 | Madagascar      | 1:1 (1:0) | Gambia       | Estadio Larbi Zaouli, Casablanca (Marruecos) |                              |
| 15:00 (UTC+1)         | Couturier 45+1' | Reporte   | Minteh 90+7' | Árbitro(s): Chelanget Sabila                 | Árbitro(s): Chelanget Sabila |

| 11 de octubre de 2024 | Túnez | 0:1 (0:0) | Comoras  | Estadio Olímpico de Radès, Túnez |                           |
| 20:00 (UTC+1)         |       | Reporte   | Saïd 63' | Árbitro(s): Joseph Ogabor        | Árbitro(s): Joseph Ogabor |

| 14 de octubre de 2024 | Gambia     | 1:0 (0:0) | Madagascar | Stade El Abdi, El Yadida (Marruecos) |                              |
| 15:00 (UTC+1)         | Barrow 62' | Reporte   |            | Árbitro(s): Bouchra Karboubi         | Árbitro(s): Bouchra Karboubi |

| 15 de octubre de 2024 | Comoras      | 1:1 (0:0) | Túnez      | Estadio Alassane Ouattara, Abiyán (Costa de Marfil) |                                |
| 19:00 (UTC+0)         | Selemani 49' | Reporte   | Meriah 68' | Árbitro(s): Tsegay Mogos Teklu                      | Árbitro(s): Tsegay Mogos Teklu |

| 14 de noviembre de 2024 | Madagascar                        | 2:3 (2:2) | Túnez                              | Estadio Loftus Versfeld, Pretoria, Sudáfrica |                          |
| 18:00 (UTC+0)           | Memmiche 20' (a.g.) · Amada 45+3' | Reporte   | Rafia 6' · Ltaief 39' · Abdi 90+3' | Árbitro(s): Pierre Atcho                     | Árbitro(s): Pierre Atcho |

| 15 de noviembre de 2024 | Gambia    | 1:2 (1:1) | Comoras                  | Estadio Independencia, Bakau |                           |
| 17:00 (UTC+2)           | Jatta 18' | Reporte   | - Saïd 25' - Maolida 90' | Árbitro(s): Ibrahim Mutaz    | Árbitro(s): Ibrahim Mutaz |

| 18 de noviembre de 2024 | Túnez | 0:1 (0:1) | Gambia     | Estadio Olímpico de Radès, Túnez  |                                   |
| 20:00 (UTC+1)           |       | Reporte   | Ceesay 17' | Árbitro(s): Daniel Laryea Nii Ayi | Árbitro(s): Daniel Laryea Nii Ayi |

| 18 de noviembre de 2024 | Comoras      | 1:0 (0:0) | Madagascar | Grand Stade d'Al Hoceima, Al Hoceima (Marruecos) |                            |
| 16:00 (UTC+0)           | Bourhane 47' | Reporte   |            | Árbitro(s): Mahmood Ismail                       | Árbitro(s): Mahmood Ismail |

### Grupo B
| Pos. | Equipo                   | Pts. | PJ | G | E | P | GF | GC | Dif. |  |     | Bandera de Marruecos | Bandera de Gabón | Bandera de Lesoto | Bandera de la República Centroafricana |
| ---- | ------------------------ | ---- | -- | - | - | - | -- | -- | ---- |  | --- | -------------------- | ---------------- | ----------------- | -------------------------------------- |
| 1    | Marruecos                | 18   | 6  | 6 | 0 | 0 | 26 | 2  | +24  |  |     | —                    | 4:1              | 7:0               | 5:0                                    |
| 2    | Gabón                    | 10   | 6  | 3 | 1 | 2 | 7  | 9  | −2   |  | 1:5 | —                    | 0:0              | 2:0               |                                        |
| 3    | Lesoto                   | 4    | 6  | 1 | 1 | 4 | 2  | 13 | −11  |  |     | 0:1                  | 0:2              | —                 | 1:0                                    |
| 4    | República Centroafricana | 3    | 6  | 1 | 0 | 5 | 3  | 14 | −11  |  | 0:4 | 0:1                  | 3:1              | —                 |                                        |

 Fuente: CAF
| 5 de septiembre de 2024 | República Centroafricana          | 3:1 (2:0) | Lesoto         | Stade El Abdi, El Yadida (Marruecos) |                           |
| 16:00                   | - Mafouta 1', 24' · Koyalipou 62' | Reporte   | - Motebang 56' | Árbitro(s): Youcef Gamouh            | Árbitro(s): Youcef Gamouh |

| 6 de septiembre de 2024 | Marruecos                                                 | 4:1 (2:1) | Gabón                   | Estadio de Agadir, Agadir                                |                                                          |
| 19:00                   | - Ziyech 10' (pen.), 26' (pen.) · Díaz 59' · El Kaabi 82' | Reporte   | - Aubameyang 40' (pen.) | Asistencia: 38,000 espectadores Árbitro(s): Dahane Beida | Asistencia: 38,000 espectadores Árbitro(s): Dahane Beida |

| 9 de septiembre de 2024 | Lesoto | 0:1 (0:0) | Marruecos  | Estadio de Agadir, Agadir (Marruecos) |                                   |
| 19:00                   |        | Reporte   | Díaz 90+3' | Árbitro(s): Clement Franklin Kpan     | Árbitro(s): Clement Franklin Kpan |

| 10 de septiembre de 2024 | Gabón                               | 2:0 (2:0) | República Centroafricana | Stade de Franceville, Franceville                       |                                                         |
| 17:00                    | Aubameyang 11' (pen.) · Babicka 40' | Reporte   |                          | Asistencia: 8,679 espectadores Árbitro(s): Peter Waweru | Asistencia: 8,679 espectadores Árbitro(s): Peter Waweru |

| 11 de octubre de 2024 | Gabón | 0:0     | Lesoto | Stade de Franceville, Franceville       |                                         |
| 20:00                 |       | Reporte |        | Árbitro(s): Adissa Abdul Raphiou Ligali | Árbitro(s): Adissa Abdul Raphiou Ligali |

| 12 de octubre de 2024 | Marruecos                                                             | 5:0 (4:0) | República Centroafricana | Stade d'Honneur, Uchda                                   |                                                          |
| 20:00                 | - Ezzalzouli 18' - Ounahi 38', 45+2' - Hakimi 45' - Rahimi 71' (pen.) | Reporte   |                          | Asistencia: 19 800 espectadores Árbitro(s): Alhasan Bass | Asistencia: 19 800 espectadores Árbitro(s): Alhasan Bass |

| 15 de octubre de 2024 | Lesoto | 0:2 (0:0) | Gabón                       | Estadio Moses Mabhida, Durban (Sudáfrica) |                                   |
| 15:00                 |        | Reporte   | - Babicka 55' - Effaghe 84' | Árbitro(s): Daniel Nii Ayi Laryea         | Árbitro(s): Daniel Nii Ayi Laryea |

| 15 de octubre de 2024 | República Centroafricana | 0:4 (0:2) | Marruecos                                                     | Stade d'Honneur, Uchda (Marruecos) |                             |
| 20:00                 |                          | Reporte   | - Ben Seghir 34', 37' - En-Nesyri 50' (pen.) - Ezzalzouli 65' | Árbitro(s): Naby Laye Touré        | Árbitro(s): Naby Laye Touré |

| 14 de noviembre de 2024 | Lesoto         | 1:0 (0:0) | República Centroafricana | Free State Stadium, Bloemfontein, (Sudáfrica) |                           |
|                         | Mokhachane 51' | Reporte   |                          | Árbitro(s): Ahmed Arajiga                     | Árbitro(s): Ahmed Arajiga |

| 15 de noviembre de 2024 | Gabón      | 1:5 (1:3) | Marruecos                                                   | Stade de Franceville, Franceville |                          |
|                         | Bouanga 4' | Reporte   | - Harkass 17' - Díaz 20', 23' - En-Nesyri 81' - Saibari 90' | Árbitro(s): Abongile Tom          | Árbitro(s): Abongile Tom |

| 18 de noviembre de 2024 | Marruecos                                                                    | 7:0 (5:0) | Lesoto | Stade d'Honneur, Uchda                |                                       |
|                         | - Díaz 5', 15', 42' - Rahimi 37', 45+2' (pen.) - En-Nesyri 68' - Saibari 70' | Reporte   |        | Árbitro(s): Jean Jacques Ndala Ngambo | Árbitro(s): Jean Jacques Ndala Ngambo |

| 18 de noviembre de 2024 | República Centroafricana | 0:1 (0:0) | Gabón            | Estadio Orlando, Johannesburgo (Sudáfrica) |                          |
|                         |                          | Reporte   | Kanga 74' (pen.) | Árbitro(s): Dahane Beida                   | Árbitro(s): Dahane Beida |

### Grupo C
| Pos. | Equipo     | Pts. | PJ | G | E | P | GF | GC | Dif. |  |     | Bandera de Egipto | Bandera de Botsuana | Bandera de Mauritania | Bandera de Cabo Verde |
| ---- | ---------- | ---- | -- | - | - | - | -- | -- | ---- |  | --- | ----------------- | ------------------- | --------------------- | --------------------- |
| 1    | Egipto     | 14   | 6  | 4 | 2 | 0 | 12 | 2  | +10  |  |     | —                 | 1:1                 | 2:0                   | 3:0                   |
| 2    | Botsuana   | 8    | 6  | 2 | 2 | 2 | 4  | 7  | −3   |  | 0:4 | —                 | 1:1                 | 1:0                   |                       |
| 3    | Mauritania | 7    | 6  | 2 | 1 | 3 | 3  | 6  | −3   |  |     | 0:1               | 1:0                 | —                     | 1:0                   |
| 4    | Cabo Verde | 4    | 6  | 1 | 1 | 4 | 3  | 7  | −4   |  | 1:1 | 0:1               | 2:0                 | —                     |                       |

 Fuente: CAF
| 6 de septiembre de 2024 | Egipto                                  | 3:0 (2:0) | Cabo Verde | Estadio de El Cairo, El Cairo                            |                                                          |
| 22:00                   | - Rabia 23' - Marmoush 45+1' - Adel 70' | Reporte   |            | Asistencia: 10.000 espectadores Árbitro(s): Abongile Tom | Asistencia: 10.000 espectadores Árbitro(s): Abongile Tom |

| 7 de septiembre de 2024 | Mauritania | 1:0 (0:0) | Botsuana | Estadio Cheikha Ould, Nuakchot |                               |
| 16:00                   | Amar 84'   | Reporte   |          | Árbitro(s): Daniel Nii Laryea  | Árbitro(s): Daniel Nii Laryea |

| 10 de septiembre de 2024 | Botsuana | 0:4 (0:2) | Egipto                                        | Francistown Stadium, Francistown  |                                   |
| 15:00                    |          | Reporte   | - Trézéguet 5', 29' - Salah 56' - Fathi 90+4' | Árbitro(s): Omar Abdulkadir Artan | Árbitro(s): Omar Abdulkadir Artan |

| 10 de septiembre de 2024 | Cabo Verde             | 2:0 (1:0) | Mauritania | Estadio Nacional, Praia   |                           |
| 18:00                    | Mendes 28' (pen.), 75' | Reporte   |            | Árbitro(s): Mutaz Ibrahim | Árbitro(s): Mutaz Ibrahim |

| 10 de octubre de 2024 | Cabo Verde | 0:1 (0:1) | Botsuana    | Estadio Nacional, Praia   |                           |
| 15:00                 |            | Reporte   | Orebonye 2' | Árbitro(s): Samir Guezzaz | Árbitro(s): Samir Guezzaz |

| 11 de octubre de 2024 | Egipto                      | 2:0 (0:0) | Mauritania | Estadio de El Cairo, El Cairo     |                                   |
| 19:00                 | - Trézéguet 69' - Salah 79' | Reporte   |            | Árbitro(s): Alhadi Allaou Mahamat | Árbitro(s): Alhadi Allaou Mahamat |

| 15 de octubre de 2024 | Botsuana    | 1:0 (0:0) | Cabo Verde | Francistown Stadium, Francistown                           |                                                            |
| 18:00                 | Sesinyi 52' | Reporte   |            | Asistencia: 8,000 espectadores Árbitro(s): Messie Nkounkou | Asistencia: 8,000 espectadores Árbitro(s): Messie Nkounkou |

| 15 de octubre de 2024 | Mauritania | 0:1 (0:0) | Egipto   | Estadio Cheikha Ould, Nuakchot |                               |
| 16:00                 |            | Reporte   | Adel 85' | Árbitro(s): Imtehaz Heeralall  | Árbitro(s): Imtehaz Heeralall |

| 15 de noviembre de 2024 | Botsuana   | 1:1 (1:1) | Mauritania | Francistown Stadium, Francistown  |                                   |
|                         | Baruti 18' | Reporte   | Koita 7'   | Árbitro(s): Bamlak Tessema Weyesa | Árbitro(s): Bamlak Tessema Weyesa |

| 15 de noviembre de 2024 | Cabo Verde        | 1:1 (0:1) | Egipto      | Estadio Nacional, Praia         |                                 |
|                         | Mendes 63' (pen.) | Reporte   | Mohamed 31' | Árbitro(s): Louis Houngnandandé | Árbitro(s): Louis Houngnandandé |

| 19 de noviembre de 2024 | Egipto        | 1:1 (1:1) | Botsuana   | Estadio de El Cairo, El Cairo |                  |
|                         | Trézéguet 15' | Reporte   | Kebatho 8' | Árbitro(s): [[]]              | Árbitro(s): [[]] |

| 19 de noviembre de 2024 | Mauritania   | 1:0 (1:0) | Cabo Verde | Estadio Cheikha Ould, Nuakchot |                              |
|                         | Soueid 45+4' | Reporte   |            | Árbitro(s): Lahlou Benbraham   | Árbitro(s): Lahlou Benbraham |

### Grupo D
| Pos. | Equipo  | Pts. | PJ | G | E | P | GF | GC | Dif. |  |     | Bandera de Nigeria | Bandera de Benín | Bandera de Ruanda | Bandera de Libia |
| ---- | ------- | ---- | -- | - | - | - | -- | -- | ---- |  | --- | ------------------ | ---------------- | ----------------- | ---------------- |
| 1    | Nigeria | 11   | 6  | 3 | 2 | 1 | 9  | 3  | +6   |  |     | —                  | 3:0              | 1:2               | 1:0              |
| 2    | Benín   | 8    | 6  | 2 | 2 | 2 | 7  | 7  | 0    |  | 1:1 | —                  | 3:0              | 2:1               |                  |
| 3    | Ruanda  | 8    | 6  | 2 | 2 | 2 | 5  | 7  | −2   |  |     | 0:0                | 2:1              | —                 | 0:1              |
| 4    | Libia   | 5    | 6  | 1 | 2 | 3 | 3  | 7  | −4   |  | 0:3 | 0:0                | 1:1              | —                 |                  |

 Fuente: CAF
| 4 de septiembre de 2024 | Libia          | 1:1 (1:0) | Ruanda       | Estadio 11 de Junio, Trípoli  |                               |
| 18:00                   | - Al-Dhawi 16' | Reporte   | - Nshuti 47' | Árbitro(s): Imtehaz Heeralall | Árbitro(s): Imtehaz Heeralall |

| 7 de septiembre de 2024 | Nigeria                            | 3:0 (1:0) | Benín | Estadio Godswill Akpabio, Uyo     |                                   |
| 17:00                   | - Lookman 45+2', 83' - Osimhen 78' | Reporte   |       | Árbitro(s): Alamin Alhadi Mohamed | Árbitro(s): Alamin Alhadi Mohamed |

| 10 de septiembre de 2024 | Ruanda | 0:0     | Nigeria | Estadio Amahoro, Kigali |                         |
| 15:00                    |        | Reporte |         | Árbitro(s): Karim Sabry | Árbitro(s): Karim Sabry |

| 10 de septiembre de 2024 | Benín                    | 2:1 (0:1) | Libia               | Estadio Houphouët-Boigny, Abiyán (Costa de Marfil) |                             |
| 19:00                    | Mounié 50' · Olaitan 62' | Reporte   | Al-Qulaib 9' (pen.) | Árbitro(s): Abdel Aziz Bouh                        | Árbitro(s): Abdel Aziz Bouh |

| 11 de octubre de 2024 | Nigeria          | 1:0 (0:0) | Libia | Estadio Godswill Akpabio, Uyo   |                                 |
| 17:00                 | Dele-Bashiru 86' | Reporte   |       | Árbitro(s): Godfrey Nkhakananga | Árbitro(s): Godfrey Nkhakananga |

| 11 de octubre de 2024 | Benín                                     | 3:0 (1:0) | Ruanda | Estadio Houphouët-Boigny, Abiyán (Costa de Marfil) |                            |
| 16:00                 | Mounié 7' · Hountondji 67' · Imourane 70' | Reporte   |        | Árbitro(s): Lyes Bekouassa                         | Árbitro(s): Lyes Bekouassa |

| 15 de octubre de 2024 | Ruanda                             | 2:1 (0:1) | Benín          | Estadio Amahoro, Kigali           |                                   |
| 18:00                 | - Nshuti 70' - Bizimana 75' (pen.) | Reporte   | Hountondji 42' | Árbitro(s): Andofetra Rakotojaona | Árbitro(s): Andofetra Rakotojaona |

| 15 de octubre de 2024 | Libia | 0:3     | Nigeria | Estadio de los Mártires, Bengasi |                          |
| 21:00                 |       | Reporte |         | Árbitro(s): Lenine Rocha         | Árbitro(s): Lenine Rocha |

| 14 de noviembre de 2024 | Ruanda | 0:1 (0:0) | Libia          | Estadio Amahoro, Kigali   |                           |
|                         |        | Reporte   | Al Mesmari 84' | Árbitro(s): Celso Alvação | Árbitro(s): Celso Alvação |

| 14 de noviembre de 2024 | Benín      | 1:1 (1:0) | Nigeria     | Estadio Houphouët-Boigny, Abiyán, (Costa de Marfil) |                     |
|                         | Tijani 16' | Reporte   | Osimhen 81' | Árbitro(s): Issa Sy                                 | Árbitro(s): Issa Sy |

| 18 de noviembre de 2024 | Nigeria       | 1:2 (0:0) | Ruanda                      | Estadio Godswill Akpabio, Uyo |                           |
|                         | Chukwueze 59' | Reporte   | - Mutsinzi 72' - Nshuti 75' | Árbitro(s): Samir Guezzaz     | Árbitro(s): Samir Guezzaz |

| 18 de noviembre de 2024 | Libia | 0:0     | Benín | Estadio 11 de Junio, Trípoli |                             |
|                         |       | Reporte |       | Árbitro(s): Patrice Milazar  | Árbitro(s): Patrice Milazar |

### Grupo E
| Pos. | Equipo            | Pts. | PJ | G | E | P | GF | GC | Dif. |  |     | Bandera de Argelia | Bandera de Guinea Ecuatorial | Bandera de Togo | Bandera de Liberia |
| ---- | ----------------- | ---- | -- | - | - | - | -- | -- | ---- |  | --- | ------------------ | ---------------------------- | --------------- | ------------------ |
| 1    | Argelia           | 16   | 6  | 5 | 1 | 0 | 16 | 2  | +14  |  |     | —                  | 2:0                          | 5:1             | 5:1                |
| 2    | Guinea Ecuatorial | 8    | 6  | 2 | 2 | 2 | 5  | 8  | −3   |  | 0:0 | —                  | 2:2                          | 1:0             |                    |
| 3    | Togo              | 5    | 6  | 1 | 2 | 3 | 7  | 10 | −3   |  |     | 0:1                | 3:0                          | —               | 1:1                |
| 4    | Liberia           | 4    | 6  | 1 | 1 | 4 | 4  | 12 | −8   |  | 0:3 | 1:2                | 1:0                          | —               |                    |

 Fuente: CAF
| 5 de septiembre de 2024 | Argelia                  | 2:0 (0:0) | Guinea Ecuatorial | Estadio Miloud Hadefi, Orán                                            |                                                                        |
| 20:00                   | Aouar 69' · Gouiri 90+5' | Reporte   |                   | Asistencia: 34.850 espectadores Árbitro(s): Djindo Louis Houngnandande | Asistencia: 34.850 espectadores Árbitro(s): Djindo Louis Houngnandande |

| 6 de septiembre de 2024 | Togo       | 1:1 (0:0) | Liberia      | Estadio de Kégué, Lomé                 |                                        |
| 16:00                   | Denkey 78' | Reporte   | Gibson 90+2' | Árbitro(s): Godfrey philip Nkhakananga | Árbitro(s): Godfrey philip Nkhakananga |

| 9 de septiembre de 2024 | Guinea Ecuatorial     | 2:2 (1:1) | Togo                  | Nuevo Estadio de Malabo, Malabo       |                                       |
| 17:00                   | Nlavo 17' · Buyla 75' | Reporte   | Aholou 45' · Laba 90' | Árbitro(s): Pacifique Ndabihawenimana | Árbitro(s): Pacifique Ndabihawenimana |

| 10 de septiembre de 2024 | Liberia | 0:3 (2:0) | Argelia                                    | Samuel Kanyon Doe, Monrovia                                            |                                                                        |
| 16:00                    |         | Reporte   | - Gouiri 17' - Zorgane 26' - Bounedjah 80' | Asistencia: 21,754 espectadores Árbitro(s): Mahmood Ali Mahmood Ismail | Asistencia: 21,754 espectadores Árbitro(s): Mahmood Ali Mahmood Ismail |

| 10 de octubre de 2024 | Argelia                                                            | 5:1 (1:1) | Togo       | Estadio 19 de mayo de 1956, Annaba                        |                                                           |
| 20:00                 | - Benrahma 29', 55' (pen.) · Aouar 68' · Gouiri 86' · Amoura 90+5' | Reporte   | Klidje 11' | Asistencia: 60,000 espectadores Árbitro(s): Boubou Traoré | Asistencia: 60,000 espectadores Árbitro(s): Boubou Traoré |

| 11 de octubre de 2024 | Guinea Ecuatorial   | 1:0 (1:0) | Liberia | Nuevo Estadio de Malabo, Malabo |                           |
| 14:00                 | Salvador 34' (pen.) | Reporte   |         | Árbitro(s): Ahmed Arajiga       | Árbitro(s): Ahmed Arajiga |

| 14 de octubre de 2024 | Liberia      | 1:2 (0:1) | Guinea Ecuatorial              | Samuel Kanyon Doe, Monrovia    |                                |
| 16:00                 | - Gibson 53' | Reporte   | - Nlavo 20' - Dorian Jr. 90+4' | Árbitro(s): Brahamou Sadou Ali | Árbitro(s): Brahamou Sadou Ali |

| 14 de octubre de 2024 | Togo | 0:1 (0:1) | Argelia               | Estadio de Kégué, Lomé         |                                |
| 16:00                 |      | Reporte   | Bensebaini 18' (pen.) | Árbitro(s): Jean-Jacques Ndala | Árbitro(s): Jean-Jacques Ndala |

| 13 de noviembre de 2024 | Liberia            | 1:0 (0:0) | Togo | Samuel Kanyon Doe, Monrovia   |                               |
|                         | Sangare 83' (pen.) | Reporte   |      | Árbitro(s): Mohamed Athoumani | Árbitro(s): Mohamed Athoumani |

| 14 de noviembre de 2024 | Guinea Ecuatorial | 0:0     | Argelia | Nuevo Estadio de Malabo, Malabo |                            |
|                         |                   | Reporte |         | Árbitro(s): Kalilou Traoré      | Árbitro(s): Kalilou Traoré |

| 17 de noviembre de 2024 | Argelia                                                              | 5:1 (2:1) | Liberia | Estadio Hocine-Aït-Ahmed, Tizi Ouzou |                             |
|                         | - Mandi 20' - Mahrez 29' - Bounedjah 64' - Gouiri 74' - Amoura 90+5' | Reporte   | Dweh 6' | Árbitro(s): Patrice Mebiame          | Árbitro(s): Patrice Mebiame |

| 17 de noviembre de 2024 | Togo                          | 3:0 (1:0) | Guinea Ecuatorial | Estadio de Kégué, Lomé      |                             |
|                         | - Annor 14', 87' - Denkey 53' | Reporte   |                   | Árbitro(s): Hillary Hambaba | Árbitro(s): Hillary Hambaba |

### Grupo F
| Pos. | Equipo | Pts. | PJ | G | E | P | GF | GC | Dif. |  |     | Bandera de Angola | Bandera de Sudán | Bandera de Niger | Bandera de Ghana |
| ---- | ------ | ---- | -- | - | - | - | -- | -- | ---- |  | --- | ----------------- | ---------------- | ---------------- | ---------------- |
| 1    | Angola | 14   | 6  | 4 | 2 | 0 | 7  | 2  | +5   |  |     | —                 | 2:1              | 2:0              | 1:1              |
| 2    | Sudán  | 8    | 6  | 2 | 2 | 2 | 4  | 6  | −2   |  | 0:0 | —                 | 1:0              | 2:0              |                  |
| 3    | Níger  | 7    | 6  | 2 | 1 | 3 | 7  | 6  | +1   |  |     | 0:1               | 4:0              | —                | 1:1              |
| 4    | Ghana  | 3    | 6  | 0 | 3 | 3 | 3  | 7  | −4   |  | 0:1 | 0:0               | 1:2              | —                |                  |

 Fuente: CAF
| 4 de septiembre de 2024 | Sudán    | 1:0 (0:0) | Níger | Estadio de Yuba, Yuba (Sudán del Sur) |                                 |
| 15:00                   | Eisa 51' | Reporte   |       | Árbitro(s): Jean Pierre Nguiene       | Árbitro(s): Jean Pierre Nguiene |

| 5 de septiembre de 2024 | Ghana | 0:1 (0:0) | Angola       | Estadio Baba Yara, Kumasi   |                             |
| 16:00                   |       | Reporte   | Milson 90+3' | Árbitro(s): Samuel Uwikunda | Árbitro(s): Samuel Uwikunda |

| 9 de septiembre de 2024 | Níger    | 1:1 (0:1) | Ghana     | Estadio Municipal Berkane, Berkane (Marruecos) |                          |
| 16:00                   | Sako 81' | Reporte   | Seidu 44' | Árbitro(s): Lamin Jammeh                       | Árbitro(s): Lamin Jammeh |

| 9 de septiembre de 2024 | Angola                            | 2:1 (0:0) | Sudán        | Estadio 11 de Noviembre, Talatona                       |                                                         |
| 20:00                   | - Mabululu 51' (pen.) - Nteka 81' | Reporte   | Karshoum 55' | Asistencia: 36.000 espectadores Árbitro(s): Jalal Jayed | Asistencia: 36.000 espectadores Árbitro(s): Jalal Jayed |

| 10 de octubre de 2024 | Ghana | 0:0     | Sudán | Estadio Ohene Djan, Acra    |                             |
| 16:00                 |       | Reporte |       | Árbitro(s): Patrice Milazar | Árbitro(s): Patrice Milazar |

| 11 de octubre de 2024 | Angola                             | 2:0 (0:0) | Níger | Estadio 11 de Noviembre, Talatona |                          |
| 20:00                 | - Mabululu 75' (pen.) - Milson 85' | Reporte   |       | Árbitro(s): Pierre Atcho          | Árbitro(s): Pierre Atcho |

| 15 de octubre de 2024 | Sudán                      | 2:0 (0:0) | Ghana | Estadio de los Mártires, Bengasi |                          |
| 15:00                 | - Al Tash 62' - Rahman 65' | Reporte   |       | Árbitro(s): Mehrez Melki         | Árbitro(s): Mehrez Melki |

| 15 de octubre de 2024 | Níger | 0:1 (0:1) | Angola  | Estadio Larbi Zaouli, Casablanca (Marruecos) |                            |
| 17:00                 |       | Reporte   | Zini 1' | Árbitro(s): Adalbert Diouf                   | Árbitro(s): Adalbert Diouf |

| 14 de noviembre de 2024 | Níger                                                | 4:0 (3:0) | Sudán | Estadio de Kégué, Lomé (Togo) |                             |
|                         | Sosah 6', 45+3' (pen.) · Oumarou 29' · Badamassi 51' | Reporte   |       | Árbitro(s): Ahmad Heeralall   | Árbitro(s): Ahmad Heeralall |

| 15 de noviembre de 2024 | Angola   | 1:1 (0:1) | Ghana    | Estadio 11 de Noviembre, Talatona |                             |
|                         | Zini 64' | Reporte   | Ayew 18' | Árbitro(s): George Gatogato       | Árbitro(s): George Gatogato |

| 18 de noviembre de 2024 | Ghana       | 1:2 (0:1) | Níger                        | Estadio Ohene Djan, Acra  |                           |
|                         | Afriyie 67' | Reporte   | - Badamassi 22' - Sako 90+2' | Árbitro(s): Rurisa Fidele | Árbitro(s): Rurisa Fidele |

| 18 de noviembre de 2024 | Sudán | 0:0     | Angola | Estadio de los Mártires, Bengasi        |                                         |
|                         |       | Reporte |        | Árbitro(s): Adissa Abdul Raphiou Ligali | Árbitro(s): Adissa Abdul Raphiou Ligali |

### Grupo G
| Pos. | Equipo          | Pts. | PJ | G | E | P | GF | GC | Dif. |  |     | Bandera de Zambia | Bandera de Costa de Marfil | Bandera de Sierra Leona | Bandera de Chad |
| ---- | --------------- | ---- | -- | - | - | - | -- | -- | ---- |  | --- | ----------------- | -------------------------- | ----------------------- | --------------- |
| 1    | Zambia          | 13   | 6  | 4 | 1 | 1 | 7  | 4  | +3   |  |     | —                 | 1:0                        | 3:2                     | 0:0             |
| 2    | Costa de Marfil | 12   | 6  | 4 | 0 | 2 | 12 | 3  | +9   |  | 2:0 | —                 | 4:1                        | 4:0                     |                 |
| 3    | Sierra Leona    | 5    | 6  | 1 | 2 | 3 | 5  | 10 | −5   |  |     | 0:2               | 1:0                        | —                       | 0:0             |
| 4    | Chad            | 3    | 6  | 0 | 3 | 3 | 1  | 8  | −7   |  | 0:1 | 0:2               | 1:1                        | —                       |                 |

 Fuente: CAF
| 6 de septiembre de 2024 | Sierra Leona | 0:0     | Chad | Samuel Kanyon Doe, Monrovia (Liberia) |                             |
| 16:00                   |              | Reporte |      | Árbitro(s): George Gatogato           | Árbitro(s): George Gatogato |

| 6 de septiembre de 2024 | Costa de Marfil | 2:0 (0:0) | Zambia | Estadio Bouaké, Bouaké       |                              |
| 19:00                   | Krasso 73', 84' | Reporte   |        | Árbitro(s): Mustapha Ghorbal | Árbitro(s): Mustapha Ghorbal |

| 10 de septiembre de 2024 | Zambia                                    | 3:2 (1:1) | Sierra Leona                | Estadio Levy Mwanawasa, Ndola |                           |
| 15:00                    | - Musonda 28' - Kampamba 70' - Kangwa 85' | Reporte   | - Kargbo 33' - Mustapha 73' | Árbitro(s): Aklesso Gnama     | Árbitro(s): Aklesso Gnama |

| 10 de septiembre de 2024 | Chad | 0:2 (0:1) | Costa de Marfil            | Estadio Ahmadou Ahidjo, Yaundé (Camerún) |                                |
| 20:00                    |      | Reporte   | Krasso 45+3' · Diakité 55' | Árbitro(s): Tsegay Mogos Teklu           | Árbitro(s): Tsegay Mogos Teklu |

| 11 de octubre de 2024 | Zambia | 0:0     | Chad | Estadio Levy Mwanawasa, Ndola |                              |
| 15:00                 |        | Reporte |      | Árbitro(s): Mahmoud El Banna  | Árbitro(s): Mahmoud El Banna |

| 11 de octubre de 2024 | Costa de Marfil                                         | 4:1 (1:1) | Sierra Leona | Estadio Laurent Pokou, San-Pédro                         |                                                          |
| 19:00                 | - Pépé 3' - Kessié 51', 76' (pen.) - Diakité 87' (pen.) | Reporte   | Koroma 43'   | Asistencia: 16,553 espectadores Árbitro(s): Abongile Tom | Asistencia: 16,553 espectadores Árbitro(s): Abongile Tom |

| 15 de octubre de 2024 | Chad | 0:1 (0:0) | Zambia      | Estadio Ahmadou Ahidjo, Yaundé (Camerún) |                          |
| 14:00                 |      | Reporte   | Musonda 70' | Árbitro(s): Peter Waweru                 | Árbitro(s): Peter Waweru |

| 15 de octubre de 2024 | Sierra Leona | 1:0 (0:0) | Costa de Marfil | Samuel Kanyon Doe, Monrovia (Liberia)                          |                                                                |
| 16:00                 | Bakayoko 85' | Reporte   |                 | Asistencia: 7,408 espectadores Árbitro(s): Jeannot Franck Bito | Asistencia: 7,408 espectadores Árbitro(s): Jeannot Franck Bito |

| 13 de noviembre de 2024 | Chad             | 1:1 (1:1) | Sierra Leona | Alassane Ouattara Stadium, Abiyán (Costa de Marfil) |                           |
|                         | Thiam 34' (pen.) | Reporte   | Dumbuya 29'  | Árbitro(s): Jean Ouattara                           | Árbitro(s): Jean Ouattara |

| 15 de noviembre de 2024 | Zambia      | 1:0 (1:0) | Costa de Marfil | Levy Mwanawasa Stadium, Ndola |                        |
|                         | Musonda 43' | Reporte   |                 | Árbitro(s): Omar Artan        | Árbitro(s): Omar Artan |

| 19 de noviembre de 2024 | Costa de Marfil                                        | 4:0 (2:0) | Chad | Estadio Houphouët-Boigny, Abiyán |                         |
|                         | - Bayo 25' - Adingra 37' - Agbadou 77' - Diakité 90+3' | Reporte   |      | Árbitro(s): Sadok Selmi          | Árbitro(s): Sadok Selmi |

| 19 de noviembre de 2024 | Sierra Leona | 0:2 (0:0) | Zambia                    | Samuel Kanyon Doe, Monrovia |                            |
|                         |              | Reporte   | - Banda 54' - Musonda 71' | Árbitro(s): Yannick Malala  | Árbitro(s): Yannick Malala |

### Grupo H
| Pos. | Equipo     | Pts. | PJ | G | E | P | GF | GC | Dif. |  |     | Bandera de República Democrática del Congo | Bandera de Tanzania | Bandera de Guinea | Bandera de Etiopía |
| ---- | ---------- | ---- | -- | - | - | - | -- | -- | ---- |  | --- | ------------------------------------------ | ------------------- | ----------------- | ------------------ |
| 1    | R.D. Congo | 12   | 6  | 4 | 0 | 2 | 7  | 3  | +4   |  |     | —                                          | 1:0                 | 1:0               | 1:2                |
| 2    | Tanzania   | 10   | 6  | 3 | 1 | 2 | 5  | 4  | +1   |  | 0:2 | —                                          | 1:0                 | 0:0               |                    |
| 3    | Guinea     | 9    | 6  | 3 | 0 | 3 | 8  | 5  | +3   |  |     | 1:0                                        | 1:2                 | —                 | 4:1                |
| 4    | Etiopía    | 4    | 6  | 1 | 1 | 4 | 3  | 12 | −9   |  | 0:2 | 0:2                                        | 0:3                 | —                 |                    |

 Fuente: CAF
| 4 de septiembre de 2024 | Tanzania | 0:0     | Etiopía | Estadio Nacional, Dar es-Salam |                     |
| 19:00                   |          | Reporte |         | Árbitro(s): Issa Sy            | Árbitro(s): Issa Sy |

| 6 de septiembre de 2024 | R.D. Congo  | 1:0 (1:0) | Guinea | Estadio de los Mártires, Kinsasa |                          |
| 17:00                   | Kayembe 27' | Reporte   |        | Árbitro(s): Mohamed Adel         | Árbitro(s): Mohamed Adel |

| 9 de septiembre de 2024 | Etiopía | 0:2 (0:0) | R.D. Congo                  | Estadio Nacional, Dar es-Salaam (Tanzania) |                              |
| 22:00                   |         | Reporte   | - Bongonda 62' - Mayele 76' | Árbitro(s): Lahlou Benbraham               | Árbitro(s): Lahlou Benbraham |

| 10 de septiembre de 2024 | Guinea   | 1:2 (0:0) | Tanzania              | Estadio Charles Konan, Yamusukro (Costa de Marfil) |                           |
| 16:00                    | Bayo 57' | Reporte   | Salum 61' · Yahya 88' | Árbitro(s): Jean Ouattara                          | Árbitro(s): Jean Ouattara |

| 10 de octubre de 2024 | R.D. Congo       | 1:0 (0:0) | Tanzania | Estadio de los Mártires, Kinsasa |                             |
| 17:00                 | Mzize 53' (a.g.) | Reporte   |          | Árbitro(s): Hillary Hambaba      | Árbitro(s): Hillary Hambaba |

| 12 de octubre de 2024 | Guinea                                        | 4:1 (3:0) | Etiopía       | Estadio Alassane Ouattara, Abiyán (Costa de Marfil) |                          |
| 16:00                 | - Guirassy 18' (pen.), 37', 45+2' - Cissé 48' | Reporte   | - Markneh 53' | Árbitro(s): Clément Kpan                            | Árbitro(s): Clément Kpan |

| 15 de octubre de 2024 | Etiopía | 0:3 (0:3) | Guinea                                 | Estadio Alassane Ouattara, Abiyán (Costa de Marfil) |                              |
| 19:00                 |         | Reporte   | - Guirassy 16', 23' (pen.) - Touré 19' | Árbitro(s): Mustapha Ghorbal                        | Árbitro(s): Mustapha Ghorbal |

| 15 de octubre de 2024 | Tanzania | 0:2 (0:0) | R.D. Congo      | Estadio Nacional, Dar es-Salam |                           |
| 16:00                 |          | Reporte   | Elia 53', 90+3' | Árbitro(s): Celso Alvação      | Árbitro(s): Celso Alvação |

| 16 de noviembre de 2024 | Etiopía | 0:2 (0:2) | Tanzania                | Estadio de los Mártires, Kinsasa |                         |
|                         |         | Reporte   | - Msuva 15' - Salum 31' | Árbitro(s): Ring Malong          | Árbitro(s): Ring Malong |

| 16 de noviembre de 2024 | Guinea         | 1:0 (0:0) | R.D. Congo | Estadio Alassane Ouattara, Abiyán (Costa de Marfil) |                       |
|                         | Guirassy 90+2' | Reporte   |            | Árbitro(s): Amin Omar                               | Árbitro(s): Amin Omar |

| 19 de noviembre de 2024 | Tanzania  | 1:0 (0:0) | Guinea | Estadio Nacional, Dar es-Salam |                  |
|                         | Msuva 61' | Reporte   |        | Árbitro(s): [[]]               | Árbitro(s): [[]] |

| 19 de noviembre de 2024 | R.D. Congo        | 1:2 (0:1) | Etiopía                   | Estadio de los Mártires, Kinsasa |                  |
|                         | Batubinsika 90+2' | Reporte   | - Desta 36' - Nasir 90+6' | Árbitro(s): [[]]                 | Árbitro(s): [[]] |

### Grupo I
| Pos. | Equipo       | Pts. | PJ | G | E | P | GF | GC | Dif. |  |     | Bandera de Mali | Bandera de Mozambique | Bandera de Guinea-Bisáu | Bandera de Suazilandia |
| ---- | ------------ | ---- | -- | - | - | - | -- | -- | ---- |  | --- | --------------- | --------------------- | ----------------------- | ---------------------- |
| 1    | Malí         | 14   | 6  | 4 | 2 | 0 | 10 | 1  | +9   |  |     | —               | 1:1                   | 1:0                     | 6:0                    |
| 2    | Mozambique   | 11   | 6  | 3 | 2 | 1 | 9  | 5  | +4   |  | 0:1 | —               | 2:1                   | 1:1                     |                        |
| 3    | Guinea-Bisáu | 5    | 6  | 1 | 2 | 3 | 4  | 6  | −2   |  |     | 0:0             | 1:2                   | —                       | 1:0                    |
| 4    | Suazilandia  | 2    | 6  | 0 | 2 | 4 | 2  | 13 | −11  |  | 0:1 | 0:3             | 1:1                   | —                       |                        |

 Fuente: CAF
| 5 de septiembre de 2024 | Guinea-Bisáu | 1:0 (1:0) | Suazilandia | Estadio 24 de Septiembre, Bisáu |                             |
| 16:00                   | Burá 14'     | Reporte   |             | Árbitro(s): Raphiou Ligalin     | Árbitro(s): Raphiou Ligalin |

| 6 de septiembre de 2024 | Malí         | 1:1 (0:1) | Mozambique | Estadio del 26 de Marzo, Bamako                                   |                                                                   |
| 19:00                   | Bissouma 52' | Reporte   | Catamo 37' | Asistencia: 49.000 espectadores Árbitro(s): Alhadi Allaou Mahamat | Asistencia: 49.000 espectadores Árbitro(s): Alhadi Allaou Mahamat |

| 10 de septiembre de 2024 | Suazilandia | 0:1 (0:1) | Malí        | Estadio Mbombela, Mbombela (Sudáfrica) |                                 |
| 15:00                    |             | Reporte   | Bissouma 7' | Árbitro(s): Jean-Claude Ishimwe        | Árbitro(s): Jean-Claude Ishimwe |

| 10 de septiembre de 2024 | Mozambique             | 2:1 (1:1) | Guinea-Bisáu | Estadio do Zimpeto, Maputo        |                                   |
| 15:00                    | - Guima 5' - Elias 73' | Reporte   | Baldé 24'    | Árbitro(s): Mohamed Diraneh Guedi | Árbitro(s): Mohamed Diraneh Guedi |

| 11 de octubre de 2024 | Mozambique | 1:1 (0:0) | Suazilandia | Estadio do Zimpeto, Maputo      |                                 |
| 15:00                 | Ratifo 73' | Reporte   | Mavuso 80'  | Árbitro(s): Pierre Jean Nguiene | Árbitro(s): Pierre Jean Nguiene |

| 11 de octubre de 2024 | Malí               | 1:0 (0:0) | Guinea-Bisáu | Estadio del 26 de Marzo, Bamako |                             |
| 19:00                 | El Bilal Touré 62' | Reporte   |              | Árbitro(s): Samuel Uwikunda     | Árbitro(s): Samuel Uwikunda |

| 14 de octubre de 2024 | Suazilandia | 0:3 (0:2) | Mozambique                                | Estadio Mbombela, Mbombela (Sudáfrica) |                        |
| 21:00                 |             | Reporte   | - Domingues 11' - Rafito 41' - Catamo 59' | Árbitro(s): Ring Nyier                 | Árbitro(s): Ring Nyier |

| 15 de octubre de 2024 | Guinea-Bisáu | 0:0     | Malí | Estadio 24 de Septiembre, Bisáu |                           |
| 16:00                 |              | Reporte |      | Árbitro(s): Jean Ouattara       | Árbitro(s): Jean Ouattara |

| 15 de noviembre de 2024 | Suazilandia | 1:1 (0:0) | Guinea-Bisáu | Estadio Mbombela, Mbombela (Sudáfrica) |                                |
|                         | Mkhonto 81' | Reporte   | Mané 87'     | Árbitro(s): Abdou Abdel Mefire         | Árbitro(s): Abdou Abdel Mefire |

| 15 de noviembre de 2024 | Mozambique | 0:1 (0:1) | Malí        | Estadio do Zimpeto, Maputo |                            |
|                         |            | Reporte   | Doumbia 19' | Árbitro(s): Dickens Mimisa | Árbitro(s): Dickens Mimisa |

| 19 de noviembre de 2024 | Malí                                                                  | 6:0 (4:0) | Suazilandia | Estadio del 26 de Marzo, Bamako |                  |
|                         | - Touré 7' - Dorgeles 17', 23', 76' - K. Doumbia 42' - M. Doumbia 89' | Reporte   |             | Árbitro(s): [[]]                | Árbitro(s): [[]] |

| 19 de noviembre de 2024 | Guinea-Bisáu | 1:2 (1:1) | Mozambique              | Estadio 24 de Septiembre, Bisáu |                                |
|                         | Beto 42'     | Reporte   | - Langa 9' - Ratifo 52' | Árbitro(s): Joseph Odey Ogabor  | Árbitro(s): Joseph Odey Ogabor |

### Grupo J
| Pos. | Equipo   | Pts. | PJ | G | E | P | GF | GC | Dif. |  |     | Bandera de Camerún | Bandera de Zimbabue | Bandera de Kenia | Bandera de Namibia |
| ---- | -------- | ---- | -- | - | - | - | -- | -- | ---- |  | --- | ------------------ | ------------------- | ---------------- | ------------------ |
| 1    | Camerún  | 14   | 6  | 4 | 2 | 0 | 8  | 2  | +6   |  |     | —                  | 2:1                 | 4:1              | 1:0                |
| 2    | Zimbabue | 9    | 6  | 2 | 3 | 1 | 6  | 4  | +2   |  | 0:0 | —                  | 1:1                 | 3:1              |                    |
| 3    | Kenia    | 6    | 6  | 1 | 3 | 2 | 4  | 7  | −3   |  |     | 0:1                | 0:0                 | —                | 0:0                |
| 4    | Namibia  | 2    | 6  | 0 | 2 | 4 | 2  | 7  | −5   |  | 0:0 | 0:1                | 1:2                 | —                |                    |

 Fuente: CAF
| 6 de septiembre de 2024 | Kenia | 0:0     | Zimbabue | Estadio Nelson Mandela, Kampala (Uganda) |                            |
| 16:00                   |       | Reporte |          | Árbitro(s): Adalbert Diouf               | Árbitro(s): Adalbert Diouf |

| 7 de septiembre de 2024 | Camerún       | 1:0 (0:0) | Namibia | Estadio Japoma, Duala     |                           |
| 17:00                   | Aboubakar 65' | Reporte   |         | Árbitro(s): Boubou Traoré | Árbitro(s): Boubou Traoré |

| 10 de septiembre de 2024 | Zimbabue | 0:0     | Camerún | Estadio Nelson Mandela, Kampala (Uganda) |                              |
| 19:00                    |          | Reporte |         | Árbitro(s): Mahmoud El Banna             | Árbitro(s): Mahmoud El Banna |

| 10 de septiembre de 2024 | Namibia   | 1:2 (0:0) | Kenia                 | Estadio Orlando, Johannesburgo (Sudáfrica) |                            |
| 18:00                    | Hotto 90' | Reporte   | Avire 58' · Abuya 76' | Árbitro(s): Basheer Salisu                 | Árbitro(s): Basheer Salisu |

| 10 de octubre de 2024 | Namibia | 0:1 (0:1) | Zimbabue    | Estadio Orlando, Johannesburgo (Sudáfrica) |                             |
| 15:00                 |         | Reporte   | Billiat 34' | Árbitro(s): Patrice Mebiame                | Árbitro(s): Patrice Mebiame |

| 11 de octubre de 2024 | Camerún                                                      | 4:1 (3:1) | Kenia      | Estadio Japoma, Duala |                  |
| 17:00                 | Aboubakar 8' (pen.) · Hongla 39' · Mbeumo 43' · Bassogog 55' | Reporte   | Olunga 41' | Árbitro(s): [[]]      | Árbitro(s): [[]] |

| 14 de octubre de 2024 | Zimbabue                            | 3:1 (0:0) | Namibia   | Estadio Orlando, Johannesburgo (Sudáfrica) |                            |
| 18:00                 | - Musona 50', 61' (pen.) - Dube 89' | Reporte   | Eiseb 90' | Árbitro(s): Yannick Malala                 | Árbitro(s): Yannick Malala |

| 14 de octubre de 2024 | Kenia | 0:1 (0:0) | Camerún  | Estadio Nelson Mandela, Kampala (Uganda) |                                 |
| 16:00                 |       | Reporte   | Enow 63' | Árbitro(s): Louis Houngnandande          | Árbitro(s): Louis Houngnandande |

| 13 de noviembre de 2024 | Namibia | 0:0     | Camerún | Estadio Orlando, Johannesburgo (Sudáfrica) |                         |
|                         |         | Reporte |         | Árbitro(s): Jalal Jayed                    | Árbitro(s): Jalal Jayed |

| 15 de noviembre de 2024 | Zimbabue       | 1:1 (1:0) | Kenia      | Estadio Orlando, Johannesburgo (Sudáfrica) |                             |
|                         | Maswanhise 32' | Reporte   | Ayunga 52' | Árbitro(s): Messie Nkounkou                | Árbitro(s): Messie Nkounkou |

| 19 de noviembre de 2024 | Camerún                       | 2:1 (2:0) | Zimbabue        | Estadio Ahmadou Ahidjo, Yaundé        |                                       |
|                         | - Aboubakar 18' - Nkoudou 23' | Reporte   | Dzvukamanja 73' | Árbitro(s): Pacifique Ndabihawenimana | Árbitro(s): Pacifique Ndabihawenimana |

| 19 de noviembre de 2024 | Kenia | 0:0     | Namibia | Estadio Peter Mokaba, Polokwane, Sudáfrica |                                 |
|                         |       | Reporte |         | Árbitro(s): Pierre Jean Nguiene            | Árbitro(s): Pierre Jean Nguiene |

### Grupo K
| Pos. | Equipo        | Pts. | PJ | G | E | P | GF | GC | Dif. |  |     | Bandera de Sudáfrica | Bandera de Uganda | Bandera de República del Congo | Bandera de Sudán del Sur |
| ---- | ------------- | ---- | -- | - | - | - | -- | -- | ---- |  | --- | -------------------- | ----------------- | ------------------------------ | ------------------------ |
| 1    | Sudáfrica     | 14   | 6  | 4 | 2 | 0 | 16 | 5  | +11  |  |     | —                    | 2:2               | 5:0                            | 3:0                      |
| 2    | Uganda        | 13   | 6  | 4 | 1 | 1 | 8  | 5  | +3   |  | 0:2 | —                    | 2:0               | 1:0                            |                          |
| 3    | Congo         | 4    | 6  | 1 | 1 | 4 | 4  | 12 | −8   |  |     | 1:1                  | 0:1               | —                              | 1:0                      |
| 4    | Sudán del Sur | 3    | 6  | 1 | 0 | 5 | 6  | 12 | −6   |  | 2:3 | 1:2                  | 3:2               | —                              |                          |

 Fuente: CAF
| 5 de septiembre de 2024 | Congo        | 1:0 (1:0) | Sudán del Sur | Estadio Alphonse Massemba, Brazaville |                           |
| 17:00                   | Massanga 12' | Reporte   |               | Árbitro(s): Celso Alvação             | Árbitro(s): Celso Alvação |

| 6 de septiembre de 2024 | Sudáfrica                   | 2:2 (1:0) | Uganda                 | Estadio Orlando, Soweto  |                          |
| 18:00                   | - Foster 14' - Mbatha 90+5' | Reporte   | - Omedi 51' - Mato 53' | Árbitro(s): Pierre Atcho | Árbitro(s): Pierre Atcho |

| 9 de septiembre de 2024 | Uganda                        | 2:0 (1:0) | Congo | Estadio Nelson Mandela, Kampala |                          |
| 19:00                   | - Kayondo 21' - Ssemugabi 85' | Reporte   |       | Árbitro(s): Mehrez Malki        | Árbitro(s): Mehrez Malki |

| 10 de septiembre de 2024 | Sudán del Sur                  | 2:3 (1:2) | Sudáfrica                            | Estadio de Yuba, Yuba     |                           |
| 15:00                    | - Okello 15' (pen.) - Yuel 57' | Reporte   | - Appollis 17', 45+2' - Mbatha 90+5' | Árbitro(s): Joseph Ogabor | Árbitro(s): Joseph Ogabor |

| 11 de octubre de 2024 | Uganda       | 1:0 (0:0) | Sudán del Sur | Estadio Nelson Mandela, Kampala    |                                    |
| 19:00                 | - Mugabi 47' | Reporte   |               | Árbitro(s): Kalilou Ibrahim Traoré | Árbitro(s): Kalilou Ibrahim Traoré |

| 11 de octubre de 2024 | Sudáfrica                                                  | 5:0 (3:0) | Congo | Estadio Nelson Mandela Bay, Gqeberha |                          |
| 20:00                 | - Mokoena 12', 27' - Aubaas 37' - Foster 52' - Rayners 78' | Reporte   |       | Árbitro(s): Dahane Beida             | Árbitro(s): Dahane Beida |

| 15 de octubre de 2024 | Sudán del Sur | 1:2 (1:1) | Uganda                        | Estadio de Yuba, Yuba         |                               |
| 15:00                 | Yuma 21'      | Reporte   | - Omedi 16' - Leku 66' (a.g.) | Árbitro(s): Ahmed Al Ghandour | Árbitro(s): Ahmed Al Ghandour |

| 15 de octubre de 2024 | Congo             | 1:1 (1:1) | Sudáfrica   | Estadio Alphonse Massemba, Brazaville |                                |
| 17:00                 | Bassouamina 45+3' | Reporte   | Mokwana 33' | Árbitro(s): Mahmood Ali Ismail        | Árbitro(s): Mahmood Ali Ismail |

| 14 de noviembre de 2024 | Sudán del Sur                | 3:2 (2:2) | Congo          | Estadio de Yuba, Yuba     |                           |
|                         | - Wajo 31', 45+2' - Elly 84' | Reporte   | Ibayi 26', 35' | Árbitro(s): Aklesso Gnama | Árbitro(s): Aklesso Gnama |

| 15 de noviembre de 2024 | Uganda | 0:2 (0:0) | Sudáfrica                      | Estadio Nelson Mandela, Kampala |                            |
|                         |        | Reporte   | - Morena 49' - Maswanganyi 89' | Árbitro(s): Alhadi Mahamat      | Árbitro(s): Alhadi Mahamat |

| 19 de noviembre de 2024 | Sudáfrica                                           | 3:0 (2:0) | Sudán del Sur | Estadio de Ciudad del Cabo, Ciudad del Cabo |                            |
|                         | - Rayners 7' - Maswanganyi 22' - Mokoena 50' (pen.) | Reporte   |               | Árbitro(s): Adalbert Diouf                  | Árbitro(s): Adalbert Diouf |

| 19 de noviembre de 2024 | Congo | 0:1 (0:0) | Uganda      | Estadio Alphonse Massemba, Brazaville |                             |
|                         |       | Reporte   | Mutyaba 55' | Árbitro(s): Mohamed Maarouf           | Árbitro(s): Mohamed Maarouf |

### Grupo L
| Pos. | Equipo       | Pts. | PJ | G | E | P | GF | GC | Dif. |  |     | Bandera de Senegal | Bandera de Burkina Faso | Bandera de Burundi | Bandera de Malaui |
| ---- | ------------ | ---- | -- | - | - | - | -- | -- | ---- |  | --- | ------------------ | ----------------------- | ------------------ | ----------------- |
| 1    | Senegal      | 16   | 6  | 5 | 1 | 0 | 10 | 1  | +9   |  |     | —                  | 1:1                     | 2–0                | 4:0               |
| 2    | Burkina Faso | 10   | 6  | 3 | 1 | 2 | 10 | 7  | +3   |  | 0:1 | —                  | 4:1                     | 3:1                |                   |
| 3    | Burundi      | 4    | 6  | 1 | 1 | 4 | 4  | 9  | −5   |  |     | 0:1                | 0:2                     | —                  | 0:0               |
| 4    | Malaui       | 4    | 6  | 1 | 1 | 4 | 6  | 11 | −5   |  | 0:1 | 3:0                | 2:3                     | —                  |                   |

 Fuente: CAF
| 5 de septiembre de 2024 | Malaui                     | 2:3 (1:2) | Burundi                                            | Estadio Nacional Bingu, Lilongüe |                            |
| 15:00                   | - Kawonga 31' · Nkhoma 75' | Reporte   | - Idana 22' (a.g.) · Girumugisha 33' · Eldhino 87' | Árbitro(s): Ibrahim Traoré       | Árbitro(s): Ibrahim Traoré |

| 6 de septiembre de 2024 | Senegal    | 1:1 (1:0) | Burkina Faso  | Estadio Abdoulaye Wade, Dakar |                         |
| 19:00                   | - Mané 16' | Reporte   | - Bouda 90+5' | Árbitro(s): Sadok Selmi       | Árbitro(s): Sadok Selmi |

| 9 de septiembre de 2024 | Burundi | 0:1 (0:0) | Senegal           | Estadio Nacional Bingu, Lilongüe (Malaui) |                                         |
| 15:00                   |         | Reporte   | - Sarr 68' (pen.) | Árbitro(s): Mohamed Maarouf Eid Mansour   | Árbitro(s): Mohamed Maarouf Eid Mansour |

| 10 de septiembre de 2024 | Burkina Faso                         | 3:1 (2:0) | Malaui          | Estadio del 26 de Marzo, Bamako (Malí) |                              |
| 19:00                    | - Traoré 35', 38' - Bandé 60' (pen.) | Reporte   | - Z. Nkhoma 80' | Árbitro(s): Bouchra Karboubi           | Árbitro(s): Bouchra Karboubi |

| 10 de octubre de 2024 | Burkina Faso                               | 4:1 (3:1) | Burundi         | Estadio Alassane Ouattara, Abiyán (Costa de Marfil) |                             |
| 19:00                 | - Ouattara 33', 44' - Bansé 34' - Dayo 49' | Reporte   | - Kanakimana 4' | Árbitro(s): Abdulrazg Ahmed                         | Árbitro(s): Abdulrazg Ahmed |

| 11 de octubre de 2024 | Senegal                                        | 4:0 (1:0) | Malaui | Estadio Abdoulaye Wade, Dakar |                           |
| 19:00                 | - Gueye 35' - Mané 68' - Dia 71' - Jackson 77' | Reporte   |        | Árbitro(s): Aklesso Gnama     | Árbitro(s): Aklesso Gnama |

| 13 de octubre de 2024 | Burundi | 0:2 (0:1) | Burkina Faso                         | Estadio Houphouët-Boigny, Abiyán (Costa de Marfil) |                              |
| 16:00                 |         | Reporte   | - Konaté 5' - B. Traoré 90+4' (pen.) | Árbitro(s): Mohamed Athouman                       | Árbitro(s): Mohamed Athouman |

| 15 de octubre de 2024 | Malaui | 0:1 (0:0) | Senegal    | Estadio Nacional Bingu, Lilongüe |                            |
| 15:00                 |        | Reporte   | Mané 90+6' | Árbitro(s): Bamlak Tessema       | Árbitro(s): Bamlak Tessema |

| 14 de noviembre de 2024 | Burundi | 0:0     | Malaui | Estadio Houphouët-Boigny, Abiyán (Costa de Marfil) |                             |
|                         |         | Reporte |        | Árbitro(s): Abdoulaye Manet                        | Árbitro(s): Abdoulaye Manet |

| 14 de noviembre de 2024 | Burkina Faso | 0:1 (0:0) | Senegal    | Estadio del 26 de Marzo, Bamako, Mali |                              |
|                         |              | Reporte   | Diarra 83' | Árbitro(s): Mahmoud El Banna          | Árbitro(s): Mahmoud El Banna |

| 18 de noviembre de 2024 | Malaui                               | 3:0 (1:0) | Burkina Faso | Estadio Nacional Bingu, Lilongüe  |                                   |
|                         | - Mhango 28' - Mbulu 57' - Aaron 62' | Reporte   |              | Árbitro(s): Mohamed Diraneh Guedi | Árbitro(s): Mohamed Diraneh Guedi |

| 19 de noviembre de 2024 | Senegal           | 2:0     | Burundi | Estadio Abdoulaye Wade, Dakar |                              |
|                         | - Diarra 35', 51' | Reporte |         | Árbitro(s): Mustapha Ghorbal  | Árbitro(s): Mustapha Ghorbal |

## Clasificados
| Bandera de Marruecos    | Bandera de Burkina Faso | Bandera de Camerún    | Bandera de Argelia    | Bandera de República Democrática del Congo | Bandera de Senegal    | Bandera de Egipto     | Bandera de Angola     |
| Marruecos               | Burkina Faso            | Camerún               | Argelia               | R. D. Congo                                | Senegal               | Egipto                | Angola                |
| Organizador 1.° Grupo B | 2.° Grupo L             | 1.° Grupo J           | 1.° Grupo E           | 1.° Grupo H                                | 1.° Grupo L           | 1.° Grupo C           | 1.° Grupo F           |
| Clasificado: 27/9/23    | Clasificado: 13/10/24   | Clasificado: 14/10/24 | Clasificado: 14/10/24 | Clasificado: 15/10/24                      | Clasificado: 15/10/24 | Clasificado: 15/10/24 | Clasificado: 15/10/24 |

| Bandera de Costa de Marfil | Bandera de Guinea Ecuatorial | Bandera de Uganda     | Bandera de Sudáfrica  | Bandera de Gabón      | Bandera de Nigeria    | Bandera de Túnez      | Bandera de Zambia     |
| Costa de Marfil            | Guinea Ecuatorial            | Uganda                | Sudáfrica             | Gabón                 | Nigeria               | Túnez                 | Zambia                |
| 2.° Grupo G                | 2.° Grupo E                  | 2.° Grupo K           | 1.° Grupo K           | 2.° Grupo B           | 1.° Grupo D           | 2.° Grupo A           | 1.° Grupo G           |
| Clasificado: 13/11/24      | Clasificado: 13/11/24        | Clasificado: 14/11/24 | Clasificado: 14/11/24 | Clasificado: 14/11/24 | Clasificado: 14/11/24 | Clasificado: 14/11/24 | Clasificado: 15/11/24 |

| Bandera de Mali       | Bandera de Zimbabue   | Bandera de Comoras    | Bandera de Sudán      | Bandera de Benín      | Bandera de Tanzania   | Bandera de Botsuana   | Bandera de Mozambique |
| Malí                  | Zimbabue              | Comoras               | Sudán                 | Benín                 | Tanzania              | Botsuana              | Mozambique            |
| 1.° Grupo I           | 2.° Grupo J           | 1.° Grupo A           | 2.° Grupo F           | 2.° Grupo D           | 2.° Grupo H           | 2.° Grupo C           | 2.° Grupo I           |
| Clasificado: 15/11/24 | Clasificado: 15/11/24 | Clasificado: 15/11/24 | Clasificado: 18/11/24 | Clasificado: 18/11/24 | Clasificado: 19/11/24 | Clasificado: 19/11/24 | Clasificado: 19/11/24 |